# Centrale thermique de Zmievska
La centrale thermique de Zmievska est une centrale thermique dans l'Oblast de Kharkiv en Ukraine.

## Localisation
Elle se situe à Slobojanske du raïon de Tchouhouïv.

## Historique
Le 11 septembre 2022, la centrale a été la cible de tirs russes faisant quatre morts et trois blessés parmi le personnel.

## Installations
Elle fonctionne au charbon, au gaz et/ou au fioul et ce depuis 1995.

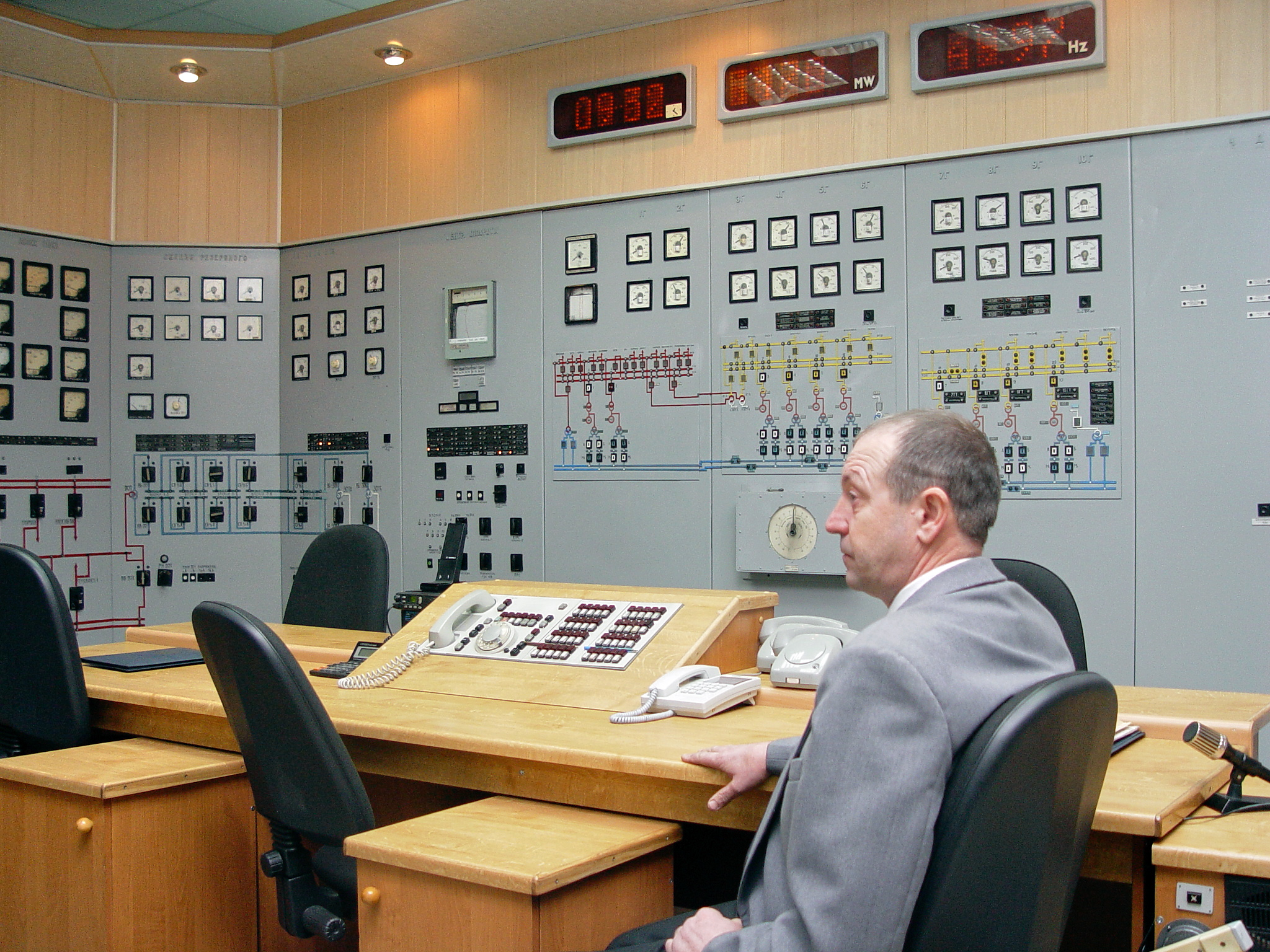
Intérieur en 2003
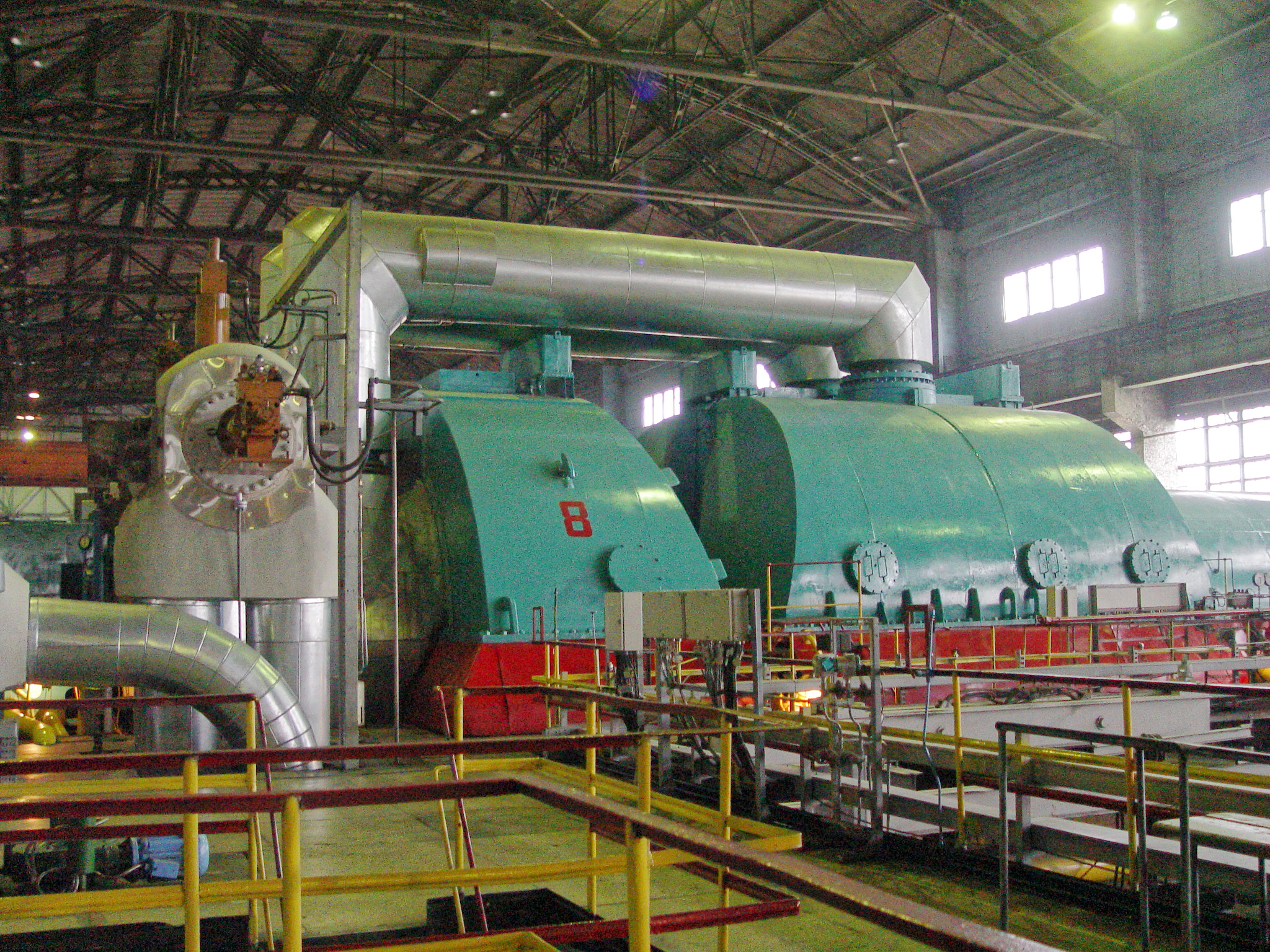
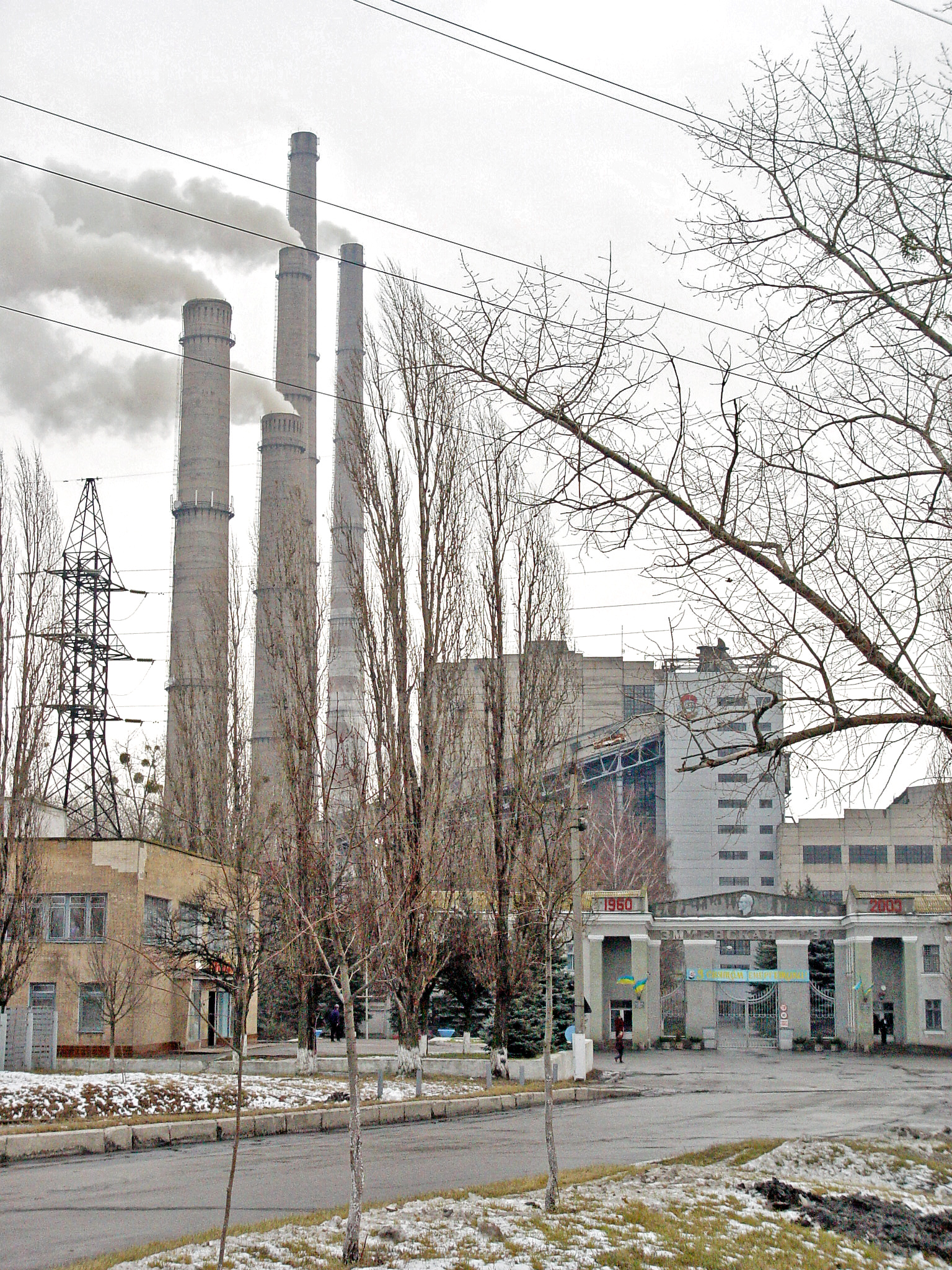
deux cheminées.

## Liens
- Énergie en Ukraine.

- Site officiel